# Edificio Bonín
El edificio Bonín es una construcción ubicada en la calle Areal esquina calle Oporto, en Vigo (Galicia, España). Es uno  de los edificios históricos más espectaculares de la ciudad, que destaca su abigarrada decoración de influencia modernista.

## Historia
El proyecto original fue promovido por el «indiano» Manuel Rodríguez Rodríguez, emigrante de (Guayaquil, Ecuador), y su mujer de origen italiano Ángela Bonín, que ha dado nombre al edificio. Se planteó inicialmente como un proyecto de diez casas, pero la muerte de su promotor en 1912 impidió completarlo. Fue firmado en 1909 por Jenaro de la Fuente Domínguez. Algunos autores plantean que las características de este edificio apuntan a un deseo de competir con el recientemente construido Hotel Moderno, diseñado por Michel Pacewicz, arquitecto rival de De la Fuente en ese momento. En cualquier caso, es la obra más significativa del arquitecto vallisoletano, instalado en Vigo.

## Construcción y estilo
Es una gran muestra del eclecticismo con rasgos franceses del ensanche vigués, destacable por su volumen y su abigarrada decoración, que da buena fe de la excelente calidad del trabajo de cantería en el Vigo de la época.  Sin restricciones económicas por parte de su promotor, debieron de trabajar los mejores canteros, que dejaron una impronta insuperable.  En cuanto a la composición del edificio, destaca su gran volumen, con tres pisos y con un cuerpo esquinal redondeado rematado por una cúpula, al lado del cual se agrupan dos tramos de fachada, siendo el del Arenal mucho mayor. En ellos, los vanos se disponen a intervalos regulares, cada uno dando acceso a un balcón y enmarcados por pilastras. El conjunto se remata con una cornisa culminada por una cuidada balaustrada. En la fachada del Arenal, la más amplia, hay un cuerpo central y un esquinal cuadrado que sobresalen de la fachada. Tanto estos como el esquinal redondeado  están  rematado por un ático que sobresale por encima de los tres pisos y la balaustrada, y reciben una decoración de sillares almohadillados en las pilastras que enmarcan los vanos. La planta baja destaca por la sucesión de arcos achaflanados y de medio punto. La decoración es abigarradísima, diferenciadas en cada piso, y  merece la pena fijarse en sus detalles.

## Galería de imágenes

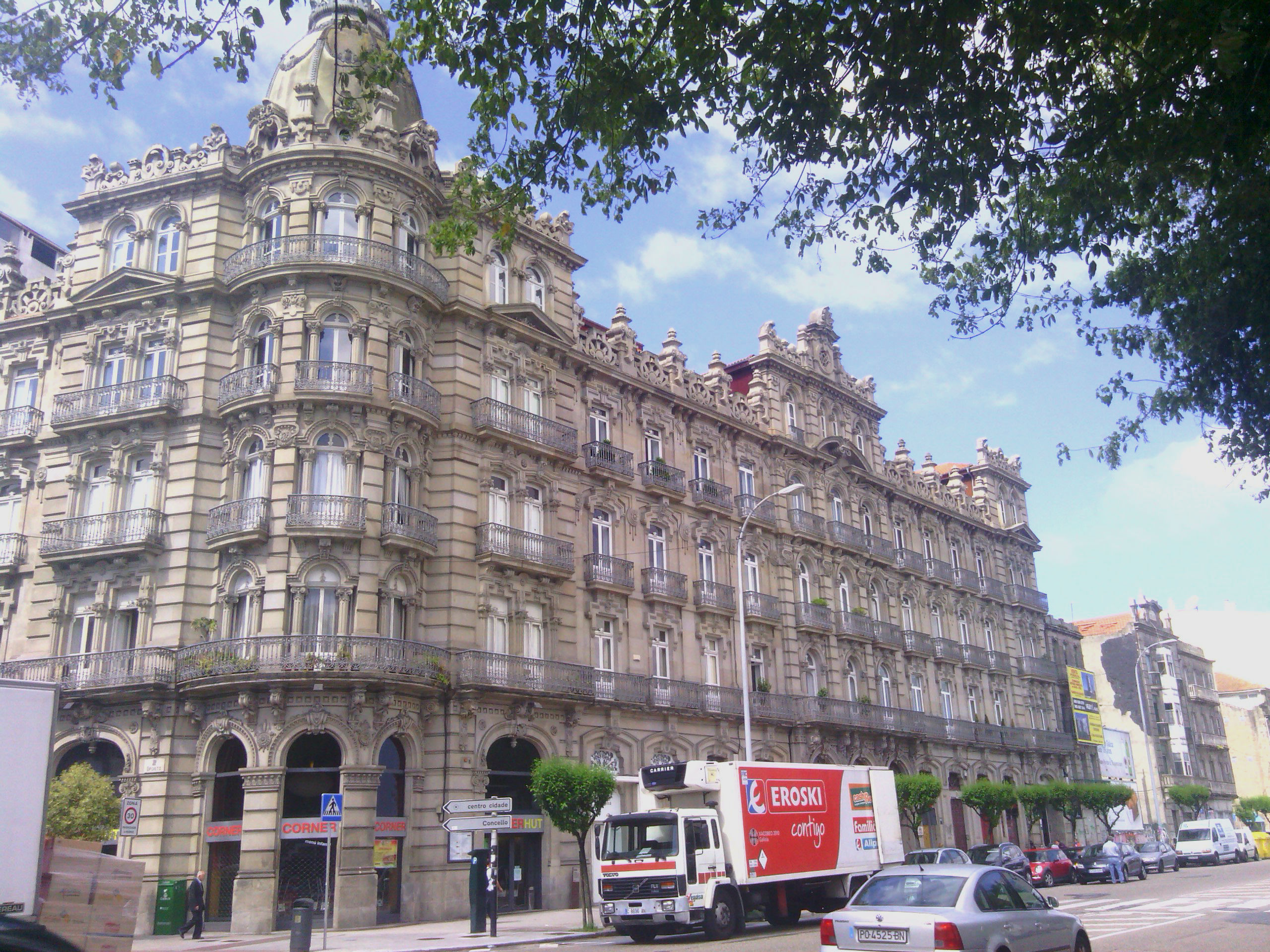
Otra visión de la fachada principal en la calle Areal
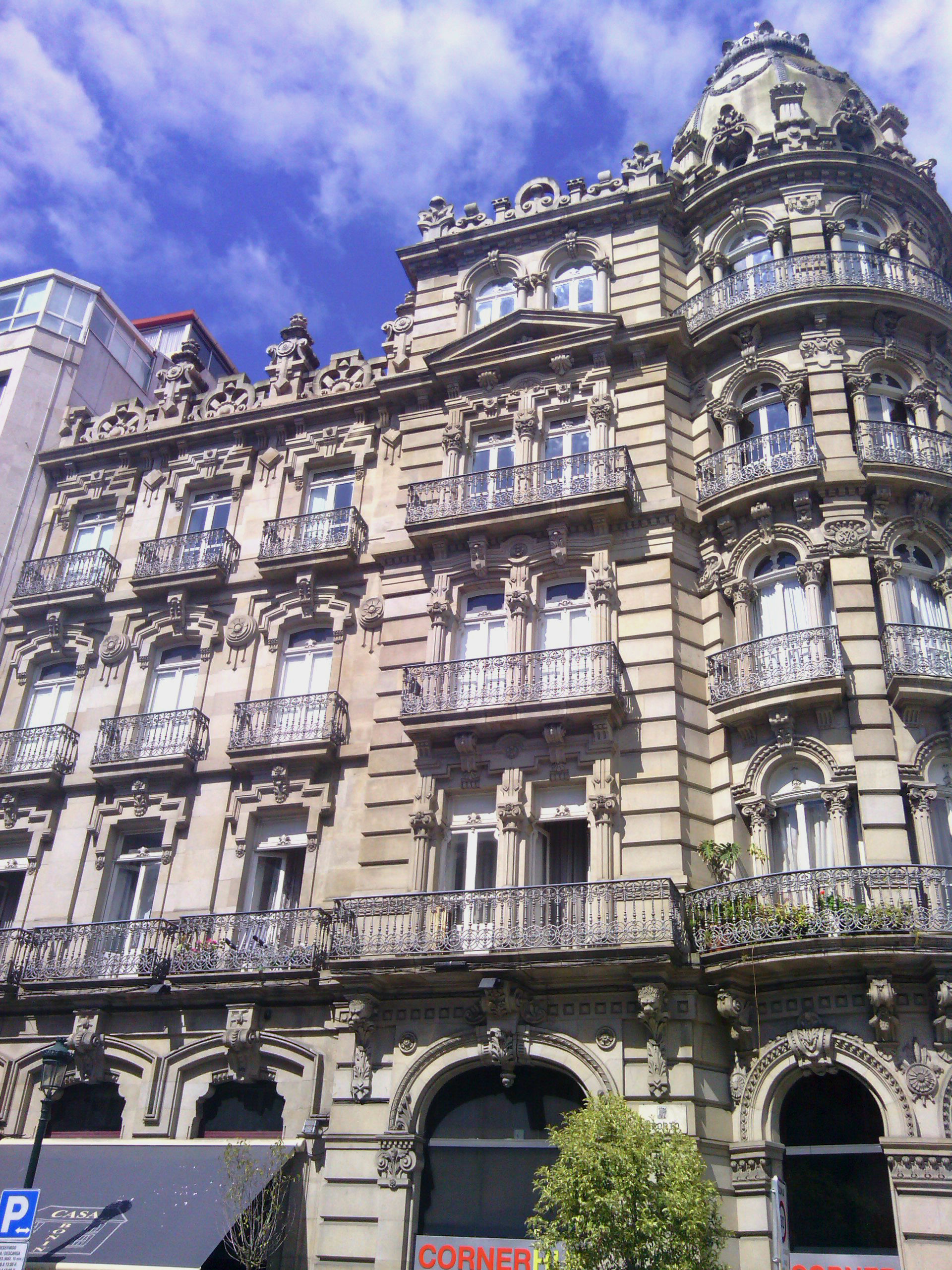
Fachada  lateral, mucho más pequeña
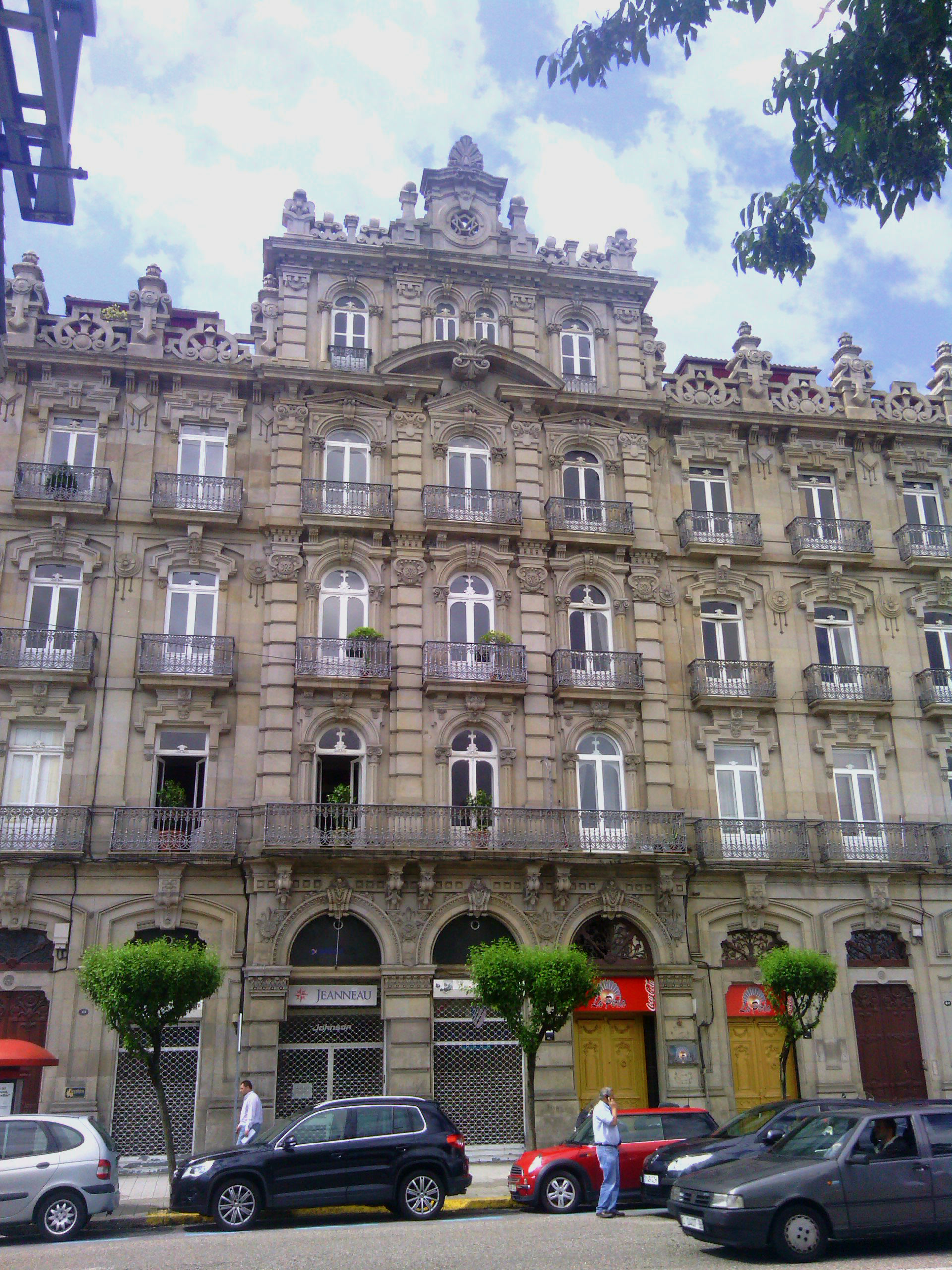
Detalle del centro de la fachada principal
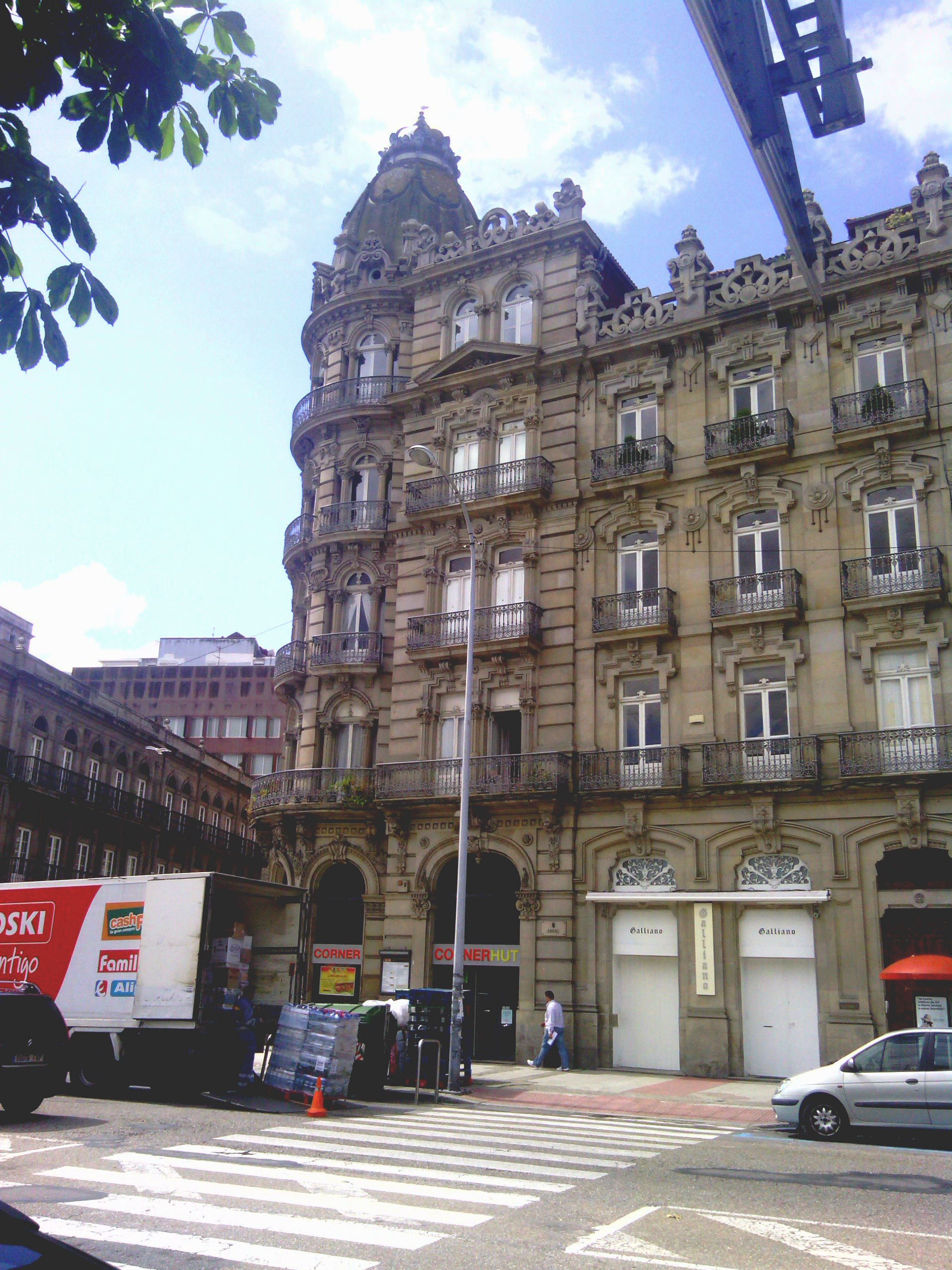
Detalle de la esquina torreada redonda
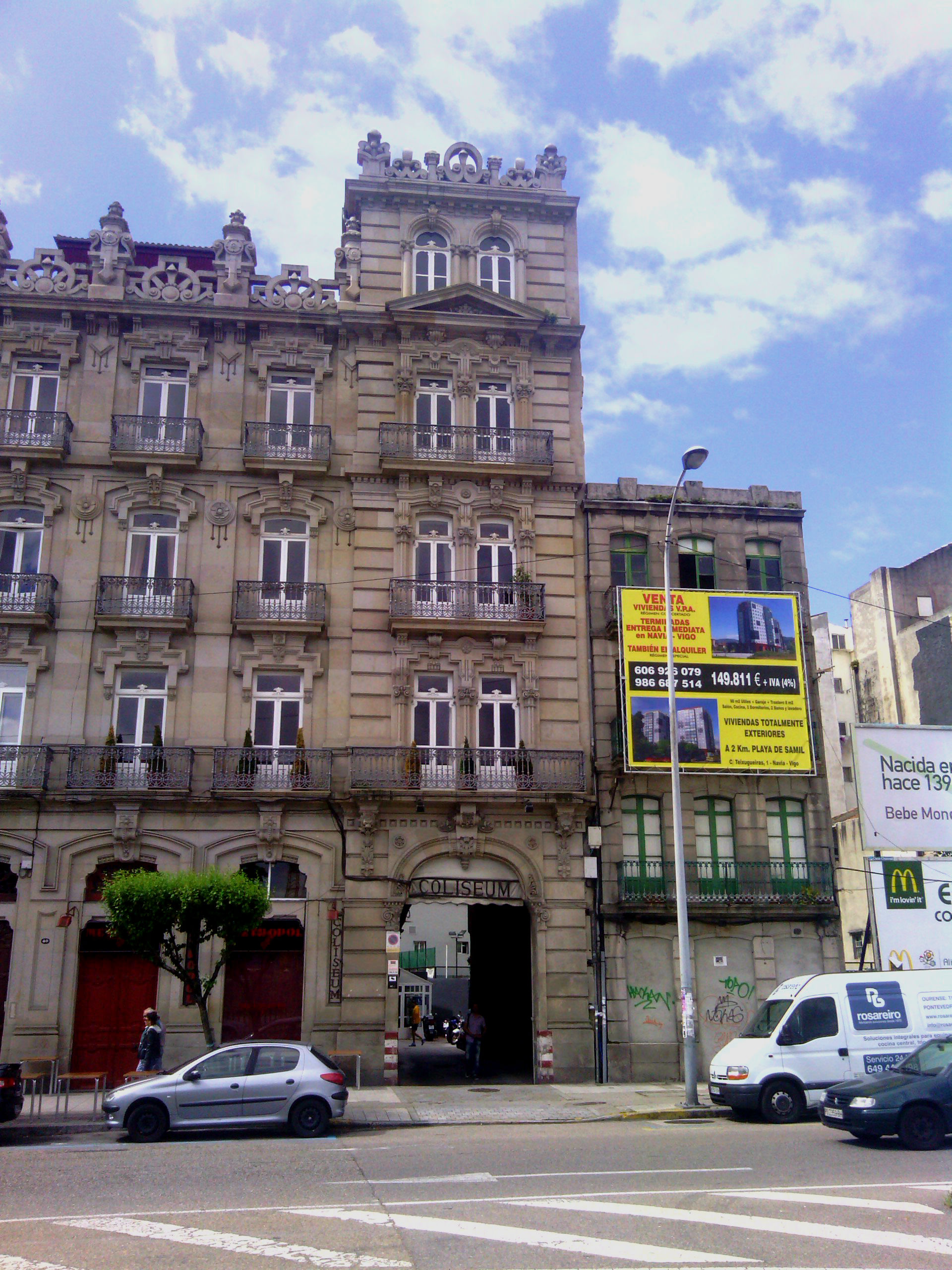
Detalle del lateral cuadrado